# Docofossor
Docofossor is een geslacht van uitgestorven zoogdieren uit de Docodonta. Dit dier leefde tijdens het Laat-Jura (Oxfordien, ongeveer 160 miljoen jaar geleden) in wat nu de Volksrepubliek China is. 
De soort is bekend van een gefossiliseerd skelet dat werd gevonden in de Tiaojishan-formatie. Ook de verwante Agilodocodon is uit deze formatie bekend.
Docofossor is het oudst bekende zoogdier met aanpassingen voor een gravende leefwijze. Het dier is 9 cm lang met een geschat gewicht tussen de 9 en 16 gram. Docofossor vertoont qua bouw van het skelet en de lichaamsverhoudingen veel overeenkomsten met de goudmollen. De gespreide stand van de poten met stevige voorpoten en korte achterpoten, de schopachtige vingers en de stompe snuit passen bij een gravende leefwijze.